# Edino Steele

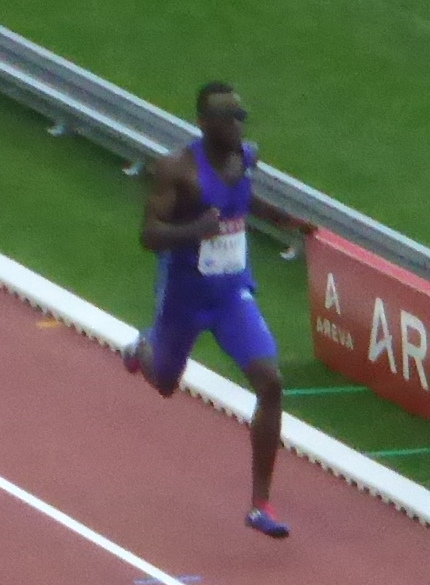
Edino Steele

Edino Steele (* 6. Januar 1987) ist ein jamaikanischer Sprinter, der sich auf den 400-Meter-Lauf spezialisiert hat.
Bei den Hallenweltmeisterschaften 2008 in Valencia gewann er mit der jamaikanischen Mannschaft Silber in der 4-mal-400-Meter-Staffel.
2012 wurde er als Fünfter der nationalen Meisterschaften für das Staffel-Team der Olympischen Spiele in London nominiert, kam aber nicht zum Einsatz.
Im Jahr darauf wurde er erneut Fünfter bei den nationalen Meisterschaften und holte bei den Leichtathletik-Weltmeisterschaften 2013 in Moskau mit der jamaikanischen 4-mal-400-Meter-Stafette die Silbermedaille.

## Persönliche Bestzeiten
- 200 m: 20,39 s, 25. August 2013, Warschau
  - Halle: 20,84 s, 17. Februar 2010, New York City
- 400 m: 45,38 s, 1. Juli 2012, Kingston
  - Halle: 46,27 s, 26. Februar 2010, New York City